# Immetalia saturata
Immetalia saturata là một loài bướm đêm trong họ Noctuidae.